# Sara Hjalmarsson
Sara Hjalmarsson, född 8 februari 1998 i Bankeryd, är en svensk ishockeyspelare (forward) som spelar för Linköpings HC där hon är kapten. Hjalmarsson medverkar i svenska damlandslaget och har spelat i VM för Sverige 2017, 2019, 2022 och 2023. Hon medverkade även i OS såväl 2018 som 2022.